# Eva von Hanno
Eva von Hanno, född 13 april 1945 i Oslo, är en norsk skådespelare och konstnär.
von Hanno studerade vid Statens håndverk- og kunstindustriskole samt vid Statens teaterhøyskole därefter fortsatte hon studierna vid Dramatiska Institutet i Stockholm med regi av film och teater. Hon debuterade som konstnär med sin första egna utställning 1981.

## Filmografi (urval)
- 1978 – Höstsonaten
- 1982 – Ingenjör Andrées luftfärd
- 1982 – Fanny och Alexander
- 1986 – Amorosa
- 1986 – På liv och död
- 1996 – Hamsun
- 1997 – Flickor, kvinnor – och en och annan drake
- 2005 – Deadline Torp (TV-serie)